# W małym dworku (opera)
W małym dworku – opera komiczna Zbigniewa Bargielskiego z roku 1981.
Zbigniew Bargielski wykorzystując tragifarsę Stanisława Ignacego Witkiewicza napisał operę, będącą parodią opery, jej "fabuły, stylu wykonawczego, prezentacji". Do kompozycji opery Bargielski włączył fragmenty Strasznego dworu Stanisława Moniuszki. Ten świadomy cytat muzyczny był swoistą kpiną z polskiego sarmatyzmu Moniuszkowskiego (analogicznie, jak Witkacy odwołał się w swoim dramacie do W małym domku Tadeusza Rittnera).
Prapremiera odbyła się w Operze Wrocławskiej pod kierownictwem muzycznym Roberta Satanowskiego, w reżyserii Wojciecha Szulczyńskiego.
W małym dworku jest drugą (po Sonacie Belzebuba Edwarda Bogusławskiego z roku 1977) operą opartą na dramatach Stanisława I. Witkiewicza.

## Źródła
- "W małym dworku" – obsada i szczegóły prapremiery w bazie e-teatr
- Program operowy "W małym dworku" [PDF] w bazie e-teatr